# Psilocerea pallidizona
Psilocerea pallidizona là một loài bướm đêm trong họ Geometridae.